# Euplecte doré
Euplectes aureus
Espèce
Statut de conservation UICN

 LC  : Préoccupation mineure
L'Euplecte doré (Euplectes aureus) est une espèce de passereaux de la famille des Ploceidae.
Cet oiseau (autrefois présent sur l'île de São Tomé) est endémique des zones côtières de l'ouest de l'Angola.